# 陳雪甄
陳雪甄（英語：Vera Chen）（1980年3月9日—），出生於台灣台中沙鹿，是一名台灣演員、導演及表演藝術指導。

### 學習經歷
畢業於台大園藝景觀學系生物科技組、英國Brunel University當代表演藝術碩士學位(主修單人表演及創作)，並受訓於法國Philippe Gaulier國際表演學校。從小習舞，十年現代舞蹈經歷，於2002-2003加入金枝演社劇團擔任演員，開啟戲劇表演工作，隨後前往歐洲深造表演藝術，接受各式肢體及表演訓練。

### 職業
自由表演藝術工作者。2012創立以肢體喜劇見長的魔梯形體劇場 （页面存档备份，存于），擔任該團藝術總監及導演迄今；現任台灣藝術大學電影系兼任講師，教授電影表演。
2016-2022曾任職東南科技大學表演藝術學系專任助理教授，統籌策劃戲劇表演學程；2012-2020擔任臺北市藝術創作者職業工會理監事。

### 藝術成就
2008-2010國藝會新人新視野獲選者，為劇劇組首位連續三年獲選創作者，並獲2009、2010優秀作品。2011年法國巴黎西帖藝術村駐村藝術家、2012年台灣寶藏嚴藝術村駐村藝術家。以單人表演作品【黑白過】受邀演出於韓國、北京、法國等地藝術節。創作型式以非語言之形體戲劇劇場為基礎，尤其擅長單人表演創作、特殊場域空間表演、與多媒體視覺互動之表演。
法國自由報插畫評論報導：「來自台灣，才華洋溢的女演員」。作品橫跨劇場及影視，主演的電影多次入圍國際電影節並獲獎(包含釜山國際影展最佳短片【妮雅的門】、入圍主競賽【菠蘿蜜】)，並擔任多部知名影視作品之表演指導(如HBO亞洲影集【通靈少女】、九把刀電影【報告老師！怪怪怪怪物！】等)。2019年與廖克發以電影《菠蘿蜜》共同入圍第56屆金馬獎最佳新導演。2020年以電影《馗降：粽邪2》入圍第57屆金馬獎最佳女配角，第23屆台北電影獎。參與主演之電影【默視錄】入圍第81屆威尼斯影展主競賽。

## 編導作品

### 劇場
- 2005 單人表演作品『Drop suspended』，倫敦Diaroma Art Centre。
- 2007 單人表演作品『In process』，北京 rock star studio。
- 2008 單人表演作品『Encounter』，第一屆台北藝穗節。
- 2008 兩廳院新人新視野『空控Corn-Compex』，國家戲劇院實驗劇場。
- 2009 兩廳院新人新視野『黑白過』，國家戲劇院實驗劇場。
- 2010 兩廳院新人新視野『廢墟』，國家戲劇院實驗劇場。
- 2011『are we sharing?』, Dimanche Rouge Performances Expérimentales Event, 巴黎。
- 2012 『IMMATERIAL PROJECT』Opening Performance, 歐亞藝術網絡, 巴黎。
- 2012 『關於分享的各式距離』，台北國際藝術村 <舞上癮> 跨域展演。
- 2014 寶藏嚴國際藝術村年度燈節開幕演出節目，總導演。
- 2015 魔梯形體劇場。<魔梯之夜-肢體喜劇夜總會>，多地巡演中。
- 2015 魔梯形體劇場，插畫藝術結合幼蟲面具表演之多媒體互動演出 <大頭>，廣藝廳。
- 2016 原京動畫Motion Capture臨場互動兒童劇場<未來馬戲團>，府中15。
- 2017 魔梯形體劇場，肢體喜劇小丑「小人Parent」，納豆劇場。
- 2018 魔梯形體劇場「大頭去𨑨迌」台北兩廳院、台中高鐵、高雄衛武營巡演。
- 2021 東南科大表演藝術系春季公演「西城故事」，東南科大展演廳。

### 電影
| 年份 | 片名       | 備註             |
| ---- | ---------- | ---------------- |
| 2019 | 《菠蘿蜜》 | 與廖克發共同執導 |

## 演出作品

### 劇場
- 2002-2004 任金枝演社團員，演出『觀音山恩仇記』及『可愛冤仇人』
- 2005 倫敦tik tak BOOM 劇團『Sad since Tuesday』、『Narrow Room』演員暨共同創作 。
- 2006 倫敦Prometheus Run 劇團『Wrapped Body』演員暨共同創作。
- 2009 莎士比亞的妹妹們劇團，台新藝術百萬首獎『膚色的時光』演員。
- 2009 8213肢體舞蹈劇場，『卡漫』，演員舞者。
- 2009 國家交響樂團與澳洲雪黎歌劇院跨國歌劇『卡門』演員。
- 2010 台原偶戲團，『不想起床的小女孩』、『淚痣圖』演員
- 2010 再拒劇團『美國夢』演員
- 2010 台北愛樂歌劇坊『三大男高音』、『倚天屠龍記』演員
- 2010 寶藏嚴藝術文學行走- 伊格言、王聰威、鴻鴻、唐薇，演員暨共同創作
- 2011 水面上水面下劇團『美麗沉睡者』演員
- 2012 台原偶戲團『人間影』演員
- 2012 兩廳院國際藝術節 Yoshi Oida『禪問』 演員
- 2013 鴻鴻黑眼睛跨劇團『換屋計劃』演員
- 2014 演摩莎劇團『最後的晚餐』演員暨共同創作
- 2017 演摩莎劇團『鷹與潛鳥』演員暨共同創作
- 2017 台新藝術獎入圍作品，梗劇團『致深遂美麗的』演員
- 2021 魔梯形體劇場『親愛的丑寶貝』演員暨共同創作
- 2021 馮程程X演摩莎劇團『在新的一天，我們繼續往理想前進』演員暨共同創作

### 短篇電影
| 年份 | 片名              | 導演     | 演出角色   |
| ---- | ----------------- | -------- | ---------- |
| 2009 | 《鼠》            | 廖克發   |            |
| 2009 | 《快跑》          | 劉志垣   | 新娘       |
| 2009 | 《愛情的盡頭》    | 許立達   |            |
| 2011 | 《阿公的時光機》  | 吳昱錡   |            |
| 2015 | 《降生十二星座》  | 廖士涵   | 酒吧老闆   |
| 2015 | 《妮雅的門》      | 廖克發   | 雇主       |
| 2016 | 《彳亍》          | 廖克發   |            |
| 2016 | 《紅色摺疊椅》    | 尤怡蘋   |            |
| 2017 | 《羽》            | 廖克發   |            |
| 2017 | 《春之夢》        | 曹仕翰   | 阿鳳       |
| 2017 | 《驟雨》          | 林艾德   | 章詠澤     |
| 2018 | 《氣》            | 劉易     | 李坤瑤     |
| 2019 | 《初潮》          | 李怡慧   | 湘琪的姑姑 |
| 2021 | 《喰之女Swallow》 | 中西舞   | 會長       |
| 2021 | 《關係暴力》      | 莊翔安   | 美術班主任 |
| 2021 | 《軟弱的梨》      | 陳韶君   | 班導師     |
| 2021 | 《蝴蝶》          | 文二北投 | 蓮養母     |
| 2024 | 《停格人生》      | 葉宗軒   |            |
| 2025 | 《全民嬰檢》      | 何煒彤   | 李莉       |

### 廣告短片
| 年份 | 片名                                 | 導演   | 備註                            |
| ---- | ------------------------------------ | ------ | ------------------------------- |
| 2014 | 《住在新竹市好幸福》                 |        | 新竹市政府微電影                |
| 2014 | 《隔夜的香檳》                       | 徐東翔 | 尊爵天際大飯店微電影            |
| 2015 | 《說不出的那句話》                   | 永田琴 | Kitkat巧克力微電影              |
| 2015 | 《健康就好》                         | 許嘉文 | 6分鐘護一生微電影               |
| 2015 | 《不孕篇》                           | 鄧勇星 | 保誠人壽年度廣告微電影          |
| 2015 | 《老家具的精靈篇》                   |        | 懷特設計2015形象影片            |
| 2015 | 《Lalamove創作廣告》                 |        | Lalamove創作廣告首獎微電影      |
| 2016 | 《活出愛》                           | 王健忠 | 春暉影業微電影                  |
| 2016 | 《有你真好》                         | 鄭如娟 | 新北市暴力防治微電影            |
| 2019 | 《Hppy Hair》                        | 柯奕廷 | Hppy Hair 母親節形象廣告        |
| 2020 | 《這樣的滋味，真好：人生的弦外知音》 | 林君陽 | 飾演Kate(成年) 麥當勞廣告微電影 |

### 電視電影
| 年份 | 播出頻道   | 劇名                         | 導演   | 角色            |
| ---- | ---------- | ---------------------------- | ------ | --------------- |
| 2012 | 公視       | 《一起去看海》               | 廖克發 | 靜娟            |
| 2017 | 公視       | 《絕對領域》                 | 李俊宏 | 女僕店老闆Conin |
| 2017 | 公視       | 《最後的詩句》               | 曾英庭 | 房客            |
| 2017 | 大愛電視台 | 《愛別離》                   | 謝欣志 | 陳美慧          |
| 2018 | 公視       | 《暴好人》                   | 陳彥宏 | 太太            |
| 2021 | 公視       | 《關係暴力》                 | 莊翔安 | 美術班主任      |
| 2021 | 公視       | 《月光下的回頭馬》           | 薛朝輝 | 汪太太          |
| 2022 | 公視       | 《小緯回來過，在他離開之後》 | 龔秋蓉 | 劉娟            |
| 2022 | 公視       | 《屍舞》                     | 蔡佳穎 | 雪老師          |
| 2024 | 公視       | 《全民嬰檢》                 |        |                 |
| 2024 | 公視       | 《女綁匪》                   | 陳漢華 | 阿芬            |
| 2024 | 公視       | 《藍色假期》                 | 劉立   |                 |
| 2024 | 公視       | 《芙蓉》                     | 稅成鐸 |                 |

### 長篇電影
| 年份 | 片名              | 導演            | 演出角色    |
| ---- | ----------------- | --------------- | ----------- |
| 2008 | 《一八九五》      | 洪智育          | 薑母丫環    |
| 2016 | 《樓下的房客》    | 崔震東          | 醫院病人    |
| 2018 | 《愛之牆》        | Romain Cogitore | 母親        |
| 2018 | 《十年台灣》-睏眠 | 廖克發          | Irene的朋友 |
| 2019 | 《菠蘿蜜》        | 廖克發、陳雪甄  | 靜娟        |
| 2020 | 《馗降：粽邪2》   | 廖士涵          | 玉蘭        |
| 2020 | 《無聲》          | 柯貞年          | 班導師      |
| 2020 | 《親愛的房客》    | 鄭有傑          | Joyce       |
| 2021 | 《生而為人》      | 倪曜            | 陳潔        |
| 2023 | 《粽邪3：鬼門開》 | 廖士涵          | 玉蘭        |
| 2024 | 《默視錄》        | 楊修華          |             |

### 迷你劇集
| 年份 | 播出頻道   | 劇名                                   | 導演   | 角色           |
| ---- | ---------- | -------------------------------------- | ------ | -------------- |
| 2017 | 大愛電視台 | 《愛別離》                             | 謝欣志 | 陳美慧         |
| 2018 | 公視       | 《你的孩子不是你的孩子：貓的孩子》     | 陳慧翎 | 阿志媽         |
| 2019 | 公視       | 《通靈少女2》                          | 劉彥甫 | 宇軒媽媽       |
| 2019 | GagaOOLala | 《帥T空姐》                            | 周美玲 | 潘總           |
| 2022 | Bilibili   | 《About Youth 默默的我，不默默的我們》 | 蔡宓潔 | 葉媽           |
| 2024 | 民視無線台 | 《商魂》                               | 洪子鵬 | 陳太太         |
| 2025 | 公視台語台 | 《成功路上》                           | 吳建新 | 邱秀蘭(小芬母) |
| 2026 | 大愛電視台 | 《憨膽》                               | 楊孟嘉 |                |

### 長篇劇集
| 年份 | 播出頻道   | 劇名                           | 導演                 | 角色                        |
| ---- | ---------- | ------------------------------ | -------------------- | --------------------------- |
| 2007 | 客家電視台 | 《大將徐傍興》                 | 林志儒               | 何貴美                      |
| 2007 | 客家電視台 | 《彩色寧靜海》                 | 王啟在               | 陳明才妻                    |
| 2007 | 三立都會台 | 《波麗士大人》                 | 王小棣               |                             |
| 2009 | 大愛電視台 | 《醫世情》                     | 孫新祥               |                             |
| 2014 |            | 《日本GTO偶像劇》台灣版        |                      | 母親                        |
| 2016 | 大愛電視台 | 《蘇足》                       | 江瑞宗               | 瓊珠                        |
| 2019 | 台視主頻   | 《愛情白皮書》                 | 李芸嬋、林君陽       | 吳慧倫                      |
| 2019 | 民視       | 《鏡子森林》                   | 鄭文堂               | 江碧真                      |
| 2019 | Netflix    | 《誰是被害者》                 | 莊絢維、陳冠仲       | Shirley Hsiang (藝術評論家) |
| 2020 | 民視       | 《黑喵知情》                   | 陳保中、包祥麟       | 創傷團講師                  |
| 2021 | 緯來電影台 | 《逆局》                       | 莊絢維、陳冠仲       | 唐筱清                      |
| 2021 | Netflix    | 《比悲傷更悲傷的故事：影集版》 | 謝沛如               | 媛媛姑姑                    |
| 2022 | Disney+    | 《正義的算法》                 | 許富翔               | 陳慧芸                      |
| 2022 | Disney+    | 《台北女子圖鑑》               | 李芸嬋               | 副總                        |
| 2023 | Hami Video | 《深網》                       | 楊修華、K. Rajagopal | 麗晴                        |

### 音樂錄影帶
| 年份 | 歌曲             | 歌手       |
| ---- | ---------------- | ---------- |
| 2019 | 耳朵             | 李榮浩     |
| 2019 | 被子             | 大象體操   |
| 2020 | 格林成人童話     | Spark 皇毅 |
| 2020 | 費洛蒙小姐       | 吳青峰     |
| 2020 | 最難的是相遇     | 吳青峰     |
| 2020 | 沙灘上的佛洛一德 | 吳青峰     |
| 2021 | 等               | 吳青峰     |

## 表演指導作品

### 影視劇集
- 2017 《通靈少女》(HBO)
- 2019 《通靈少女2》(HBO)
- 2021 《亞洲怪談2：送煞》(HBO)
- 2022 《茁劇場－滴水的推理書屋》

### 長篇電影
- 2012 《逆光飛翔》
- 2012 《愛的麵包魂》
- 2017 《報告老師！怪怪怪怪物！》
- 2019 《樂園》(獲上海電影節最佳新人獎)
- 2020 《馗降：粽邪2》
- 2021 《哭悲》
- 2023 《粽邪3：鬼門開》
- 2025 《96分鐘》

### 短篇電影
- 2014 《一起看海去》，導演 廖克發
- 2014 《雨落誰家》，導演 廖克發
- 2015 《世紀末華麗》，導演 沈可尚
- 2017 《高山上的茶園》，導演 曾英庭
- 2017 《絕對領域》，導演 李俊宏

### 動畫電影
- 2024 《妖怪森林》，導演  王世偉

### 廣告
- 2016《中國Olay沐浴乳微電影》

## 親密戲指導作品

### 短篇電影
- 2024 《金魚缸小姐》

### 電視電影
- 2024 《拍射吧!廷方》

### 長篇電影
- 待定 《失明》

## 獎項紀錄
| 年份   | 頒獎典禮         | 獎項         | 影片            | 結果 |
| ------ | ---------------- | ------------ | --------------- | ---- |
| 2019年 | 第56屆金馬獎     | 最佳新導演   | 《菠蘿蜜》      | 提名 |
| 2020年 | 第57屆金馬獎     | 最佳女配角   | 《馗降：粽邪2》 | 提名 |
| 2021年 | 第23屆台北電影獎 | 最佳女配角   | 《馗降：粽邪2》 | 提名 |
| 2024年 | 2024金片子大賽   | 最佳女演員獎 | 《停格人生》    | 提名 |

## 外部連結
- 陳雪甄 Vera Chen的Facebook專頁

- 陳雪甄 Vera Chen的Instagram帳戶
- YouTube上的Vera Chen陳雪甄頻道
- 演員履歷
- 陳雪甄在台灣電影網上的資料（繁體中文）